# 434 v.Chr.
Het jaar 434 v.Chr. is een jaartal volgens de christelijke jaartelling.

## Gebeurtenissen

### Italië
- In Rome wordt bij de wet Lex Aemilia bepaald dat de censor een ambtstermijn van anderhalf jaar moet hebben.

### Griekenland
- Perikles legt de stadstaat Megara een bondgenoot van Sparta een embargo op, de handelsbetrekkingen met Athene worden verbroken.
- Koning Perdiccas II van Macedonië doet een oproep aan de steden in Chalcidice om in opstand te komen tegen het Atheense gezag.
- Anaxagoras wordt beschuldigd van pro-Perzische sympathieën en vlucht naar Lampsacus in Ionië.